# Доња Буквица
Доња Буквица је насељено мјесто у граду Горажду, Босна и Херцеговина.

## Становништво
|         | 2013.      | 1991.        | 1981.        | 1971.        |
| Укупно  | 0 (0,000%) | 21 (100,0%)  | 83 (100,0%)  | 85 (100,0%)  |
| Бошњаци | –          | 21 (100,0%)1 | 83 (100,0%)1 | 85 (100,0%)1 |

1. 1 На пописима од 1971. до 1991. Бошњаци су пописивани углавном као Муслимани.